# 源資兼
源 資兼（みなもと の すけかね）は、平安時代後期の武士。下野守・源頼資の五男。兄に国宗、長資、致義、基国があり、弟に真国、国貞、国俊らがある。溝杭氏の祖。

## 略歴
受領や摂関家勾当などを務めた兄らに対し資兼は官歴が伝わらずその経歴も詳らかでないが、従五位下の位階を帯びていたとされ、母方の所領であった摂津国島下郡溝杭（現在の大阪府茨木市内）の地を相続したことから溝杭大夫と号したという。溝杭の所領は子の資時（溝杭源二）に継承され、代々子孫が相続した。